# Solecko
Solecko – jezioro w woj. lubuskim, w pow. strzelecko-drezdeneckim, w gminie Drezdenko, leżące na terenie Kotliny Gorzowskiej.

## Położenie i opis
Jezioro położone jest w południowej części powiatu strzelecko-drezdeneckiego, na terenie Puszczy Noteckiej, ok. 15 km na południowy zachód od Drezdenka. Najbliższą miejscowością jest oddalony o ok. 1,5 km Gościm. W pobliżu jeziora przebiega trasa Drezdenko – Skwierzyna. Jedyny dopływ pochodzi z położonego na południe jeziora Lubiatówko. Oba jeziora oddziela od siebie półwysep o nazwie Wilczy Kąt. Odpływ odbywa się poprzez niewielki ciek uchodzący do rzeki Gościmki, która następnie uchodzi do Noteci. Brzegi jeziora są niskie, przeważnie zalesione. Zbiornik jest płytki, jego dno mało urozmaicone. W południowej części jeziora znajduje się jedna wyspa o długości linii brzegowej 375 metrów.
Znajdujące się za przewężeniem jezioro Lubiatówko traktowane jest przez niektóre źródła jako część jeziora Solecko. Powstały tu rezerwaty przyrody: Czaplenice, Łabędziniec i Lubiatowskie Uroczyska.

## Hydronimia
Do 1945 roku jezioro nosiło niemiecką nazwę Schulzen See. 17 września 1949 roku wprowadzono urzędową nazwę jezioro Solecko. Obecnie państwowy rejestr nazw geograficznych jako nazwę główną jeziora podaje Solecko, jednocześnie wymienia nazwy oboczne: Jezioro Sołecko oraz Jezioro Piekarskie.

## Morfometria
Według danych Instytutu Rybactwa Śródlądowego powierzchnia zwierciadła wody jeziora wynosi 96,5 ha, natomiast A. Choiński, poprzez planimetrowanie na mapach 1:50 000, określił wielkość jeziora na 87,5 ha. Jeziorna jednolita część wód powierzchniowych ma powierzchnię 88 ha.
Średnia głębokość zbiornika wodnego to 4,1 m, a maksymalna – 6,8 m. Objętość jeziora wynosi 3978 tys. m³. Maksymalna długość jeziora to 1750 m, a szerokość 690 m. Długość linii brzegowej wynosi 6125 m.
Według Atlasu jezior Polski (red. J. Jańczak, 1996) lustro wody znajduje się na wysokości 27,7 m n.p.m., natomiast według numerycznego modelu terenu udostępnionego przez Geoportal lustro wody znajduje się na wysokości 27,4 m n.p.m.
Według Mapy Podziału Hydrograficznego Polski leży na terenie zlewni siódmego poziomu Zlewnia jez. Solecko. Identyfikator MPHP to 1889623. Powierzchnia zlewni całkowitej jeziora wynosi 6,2 km².

## Zagospodarowanie
W systemie gospodarki wodnej jezioro tworzy jednolitą część wód o kodzie PLLW10876. Administratorem wód jeziora jest Regionalny Zarząd Gospodarki Wodnej w Bydgoszczy. Utworzył on obwód rybacki, który obejmuje wody jezior Solecko, Zdroje, Siwino oraz Lubiatówko (Obwód rybacki Jeziora Solecko na cieku bez nazwy w zlewni kanału Gościmka – Nr 1). Gospodarkę rybacką na jeziorze prowadzi przedsiębiorstwo prywatne AKME Zdzisław Wiśniewski.
Jezioro pełni również funkcje rekreacyjne, nad jego północnym brzegiem znajduje się duży ośrodek rehabilitacyjno – wczasowy spółdzielni inwalidów z Zielonej Góry. Przy ośrodku wczasowym znajduje się duża, piaszczysta plaża z pomostem, zorganizowano też biwak, pod zarządem leśnictwa Wilcze Doły. Obok jeziora prowadzi żółty turystyczny szlak pieszy z Sowiej Góry do Drezdenka.

## Czystość i ochrona środowiska
W oparciu o badania przeprowadzone w 2001 roku wody jeziora zaliczono do II klasy czystości. Wykazano nieznaczną poprawę czystości wód wobec badań przeprowadzonych w 1995 roku. Jezioro zostało zaliczone jako dość podatne na degradację w związku z czym zostało umieszczone w II kategorii. Najbardziej korzystne cechy zabezpieczające jezioro przed degradacją wynikają z jego niewielkiej zlewni całkowitej w stosunku do objętości, niskiego procentu wymiany wód w ciągu roku oraz przewagi lasów w zlewni bezpośredniej.
Badania z 2021 roku zaliczyły wody jeziora do wód o umiarkowanym stanie ekologicznym, co odpowiada III klasie jakości. Wskaźnikiem, który zadecydował o trzeciej klasie, był stan makrozoobentosu, podczas gdy stan makrofitów oceniono jako dobry, a fitoplanktonu, fitobentosu oraz ichtiofauny jako bardzo dobry. Według danych z 2020 roku stan chemiczny wód określono jako poniżej dobrego, elementami przekraczającymi normę była zawartość PBDE i heptachloru w tkankach ryb oraz benzo(a)pirenu w wodzie. Przeźroczystość wód w 2018 roku została określona na 2,3 metra.
Jezioro znajduje się na obszarze chronionego krajobrazu Pojezierze Puszczy Noteckiej. Dodatkowo jezioro leży w granicach dwóch obszarów sieci Natura 2000: specjalnego obszaru ochrony siedlisk „Jeziora Gościmskie” PLH080036 i obszaru specjalnej ochrony ptaków „Puszcza Notecka” PLB300015.